# Laura Turpijn
Laura Turpijn, née le 26 décembre 1978 à Nimègue, est une coureuse cycliste vététiste néerlandaise.

## Palmarès en VTT
- 2003
  - 3e du championnat des Pays-Bas de cross-country
- 2006
  - Oldenzaal  MTB
  - BeNeLux MTB
  - Berlicum
  - 2e du championnat des Pays-Bas de cross-country
  - 2e du championnat des Pays-Bas de cross-country marathon
- 2007
  -  Championne des Pays-Bas de cross-country
  -  Championne des Pays-Bas de cross-country marathon
  - Transmaurienne Vanoise
- 2008
  -  Championne des Pays-Bas de cross-country marathon
  - 2e du championnat des Pays-Bas de cross-country
- 2009
  -  Championne des Pays-Bas de cross-country
  - 6e du championnat du monde de cross-country relais mixte
- 2010
  -  Championne des Pays-Bas de cross-country
  -  Championne des Pays-Bas de cross-country marathon
  - Stappenbelt Rabobank MTB Trophy
  - 7e du championnat du monde de cross-country relais mixte
- 2011
  -  Championne des Pays-Bas de cross-country
  - Stappenbelt Rabobank MTB Trophy
  - Antwerp Cup
  - 2e du championnat des Pays-Bas de cross-country marathon
- 2012
  -  Championne des Pays-Bas de cross-country
  -  Championne des Pays-Bas de cross-country marathon
- 2014
  - 3e du championnat des Pays-Bas de cross-country
- 2015
  - 2e du championnat des Pays-Bas de cross-country